# メディコ
株式会社メディコ（Medico）は、東京都港区に本社を置くPR会社である。
ファッションブランド、特に時計のマーケティングPRを得意としているが、生命保険業界や商業施設といった幅広い業界も手掛けている。コーポレート・コミュニケーションでも強みがあり、外資系PR会社大手のヒル・アンド・ノウルトン・ジャパンは提携会社となっている。

## 概要
PR会社の老舗であった共同ピーアール株式会社出身の森晃康（もりてるやす）が、1988年4月21日、港区三田に株式会社メディコを設立。
1996年、株式会社SMHジャパンが輸入代理店となっていたオメガのPRを担当したことに始まり、その後ブランパン、ブレゲといった高級ウォッチブランドのPRを次々と担当。さらにDKSHジャパン株式会社、株式会社ムラキ、MGIジャパン株式会社といった時計輸入商社、代理店の取扱ブランドを複数取り扱い、現在に至る。
2001年、ジュピタープログラミング株式会社（現株式会社ジュピターTV）のPRを担当したことにより、規模拡大を果たした。
主要クライアントは、消費財、医薬品、化学・ヘルスケア、生命保険、ホテル、エネルギー、酒造、政党、タバコメーカー、食品、商業施設などとなっている。

## 沿革
- 1988年（昭和63年） 港区三田にて社員2名で設立。
- 1999年（平成11年） ヒル アンド ノウルトン ジャパン株式会社と業務提携。
- 2003年（平成15年） たる出版株式会社と業務提携。

## 業務提携
- ヒル アンド ノウルトン ジャパン株式会社